# Тома де Фуа-Лескен
Тома де Фуа-Лескен (*Thomas de Foix-Lescun, 1485 —†3 березня 1525) — французький аристократ, військовий діяч часів Італійських війн.Маршал Франції.

## Життєпис
Походив з гасконського аристократичного роду де Фуа. Син Жана де Фуа, віконта Лотрека й Вілемюра, губернатора Дофіне. Він спочатку обрав для себе кар'єру священика — у 1505 році стає єпископом Тарба. Завдяки братові Оде у 1514 році потрапив до королівського двору Франциска I. Тоді залишає посаду єпископа й поступає до війська.
У 1515 році був у складі війська короля Франциска під час походу до Ломбардії, де брав участь у битві при Мариньяно. За свої заслуги того ж року отримує звання генерал-лейтената короля. Незабаром успадкував від матері володіння Лескен. У 1516 році допоміг папі римському Леву X захопити герцогство Урбінське для його небожа Лоренцо.
У 1518 році отримує звання маршала, а у 1520 стає кавалером ордену Святого Михайла. Протягом 1518–1519 років був губернатором Мілану (представляючи свого брата Оде де Фуа), але Тома де Фуа вигнали міщани за жорстокість. У 1521 році обороняв Парму від імператорських військ, а у 1522 році брав участь у битві поблизу Біккока, де отримав тяжке поранення. У 1525 році брав участь у битві при Павії, проте знову отримав поранення і потрапив у полон, де й помер від ран 3 березня того ж року.

## Приватне життя
Під час походів в Італії стає коханцем Іполіти Фйорамонте, графині д'Ескальдасор, яка була дружиною Луїджі Маласпіни, італійського дрібного володаря.